# Casandra Damirón
Altagracia Casandra Damirón Santana (* 12. März 1919 in Barahona; † 5. Dezember 1983 in Santo Domingo) war eine dominikanische Sängerin, die in der Dominikanischen Republik als La Soberana bekannt war.
Damiróns musikalisches Talent wurde bereits in ihrer Kindheit sichtbar. 1940 debütierte sie mit großem Erfolg in Santo Domingo im Club Antillas begleitet vom Orquesta Antillas unter Leitung des Komponisten und Pianisten Luís Rivera. Sie arbeitete fortan mit Rivera zusammen, der ihr Ehemann wurde.
Seit 1946 sang Damirón bei La Voz Dominicana, dem wichtigsten Radiosender des Landes, Lieder wie Cosita linda und Maldición gitana von Avelino Muñoz, die sie so populär machten, dass sie die Genehmigung zu Reisen nach Puerto Rico, Kuba und Venezuela erhielt. 1955 nahm sie an dem vom Diktator Rafael Trujillo veranstalteten Festival Feria de la Paz teil. Für das Festival, an dem sich u. a. Folkloregruppen aus Kanada, Deutschland, Mexiko, Italien und Holland beteiligten, stellte sie eine Tanzgruppe zusammen, mit der sie so großen Erfolg beim Publikum und bei Trujillo hatte, dass dieser sie zur dominikanischen Kulturbotschafterin ernannte. Dies ermöglichte ihr Auftritte in Frankreich, der Schweiz, Spanien, Schweden, den USA und Argentinien.
In ihren letzten Lebensjahren widmete sich Damirón der Förderung und Ausbildung junger Folkloresänger und Tänzer. Seit 1984 vergibt die Fundación de Artistas y Cronistas de Santo Domingo jährlich den nach ihr benannten Premio Casandra.

## Lieder
- Campanitas de cristal von Rafael Hernández Marín
- Eres todo en mi vida, Text von Antonio Fernández, Musik von Luis Rivera González
- Porque dudas von Luis Rivera González
- Llegaste a mí von Luis Rivera González
- Reina von Luis Rivera González
- Rosas para tí von Luis Rivera González
- Vida von Luis Rivera González
- Yo no sé von Luis Rivera González
- Para que hablemos de amor von Luis Rivera González
- La salve de monte adentro von Luis Rivera González
- Mi cielo von Luis Rivera González
- Ella von Luis Rivera González
- Noche tropical von Luis Rivera González
- Baile mi merengue von Luis Rivera González
- El merengue y la plena von Luis Rivera González